# Adetus tibialis
Adetus tibialis es una especie de escarabajo del género Adetus, familia Cerambycidae. Fue descrita científicamente por Breuning en 1943.
Habita en Brasil. Los machos y las hembras miden aproximadamente 6 mm. El período de vuelo de esta especie ocurre en los meses de enero y noviembre.